# Zákonný soudce
Zákonný soudce je ten soudce, který je na základě zákona určen k projednání a rozhodnutí konkrétní věci. Nejdříve je vždy určen soud, a to na základě věcné, místní a funkční příslušnosti, a poté podle rozvrhu práce daný soudce tohoto soudu. V právním státě institut zákonného soudce představuje jednu z garancí nezávislého a nestranného soudního rozhodování.
Pokud by ve věci rozhodl soudce, který by byl v tomto smyslu nezákonným, bylo by to důvodem ke zrušení jeho rozhodnutí v rámci řízení o odvolání nebo i žaloby pro zmatečnost.

## Právo na zákonného soudce
Právo na zákonného soudce patří mezi základní práva a svobody, neboť je garantováno už Listinou základních práv a svobod. Ta výslovně stanovuje: „Nikdo nesmí být odňat svému zákonnému soudci. Příslušnost soudu i soudce stanoví zákon.“
Podle Ústavního soudu tento ústavní imperativ nejen dotváří a upevňuje soudcovskou nezávislost, ale především pro každého účastníka řízení zaručuje, že jeho věc rozhodne soudce povolaný podle předem stanovených pravidel. Rozhodování každé věci zákonným soudcem je tedy neopominutelnou podmínkou práva na spravedlivý proces.

## Určení zákonného soudce
Právo na zákonného soudce není vyčerpáno jen příslušností toho kterého soudu a jeho konkrétním obsazením, ale i přidělováním soudní agendy na základě předem určených pravidel v rozvrhu práce. Tím se zamezuje svévolné manipulaci při přidělování věcí jednotlivým soudcům.
Rozvrh práce se sestavuje každoročně u každého soudu, přičemž se v něm mj. jmenovitě určují soudci tvořící soudní senát i samosoudci, stanoví se způsob rozdělení věcí mezi jednotlivá soudní oddělení a v těchto odděleních se určují soudci, kteří budou zastupovat v případě, kdy některý ze soudců nebude moci věc projednat a rozhodnout. Předem je tedy určeno, ke kterému soudnímu oddělení bude daná věc zapsána a tudíž i který samosoudce nebo soudní senát ji bude projednávat. Teprve pokud by z důvodů nepřítomnosti, např. nemoci, nebo z důvodu podjatosti nemohl věc projednat a rozhodnout žádný soudce zařazený do toho kterého soudního oddělení, určí jiného soudce předseda soudu.